# Capilla Palatina (Aquisgrán)

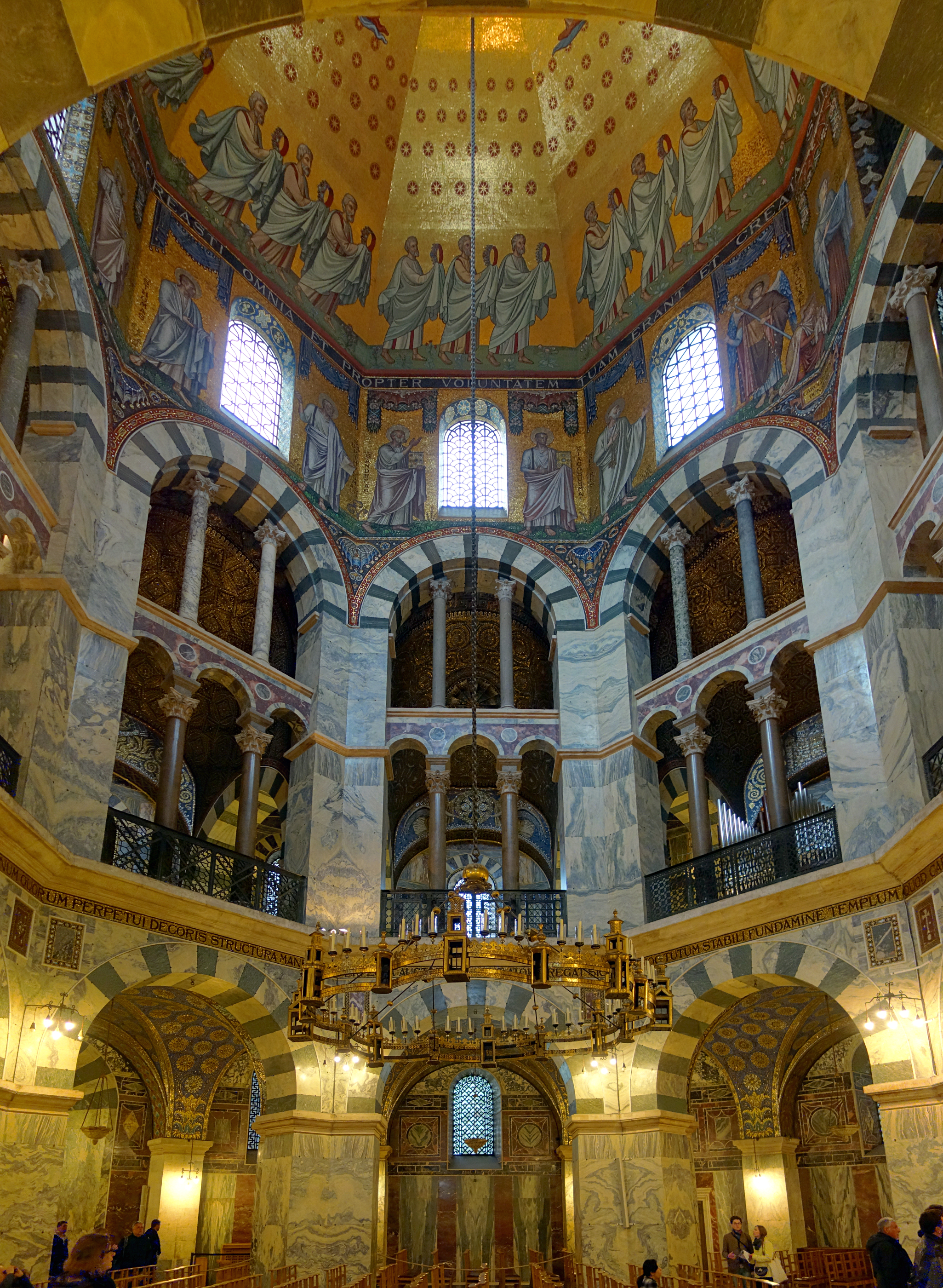
Vista interior

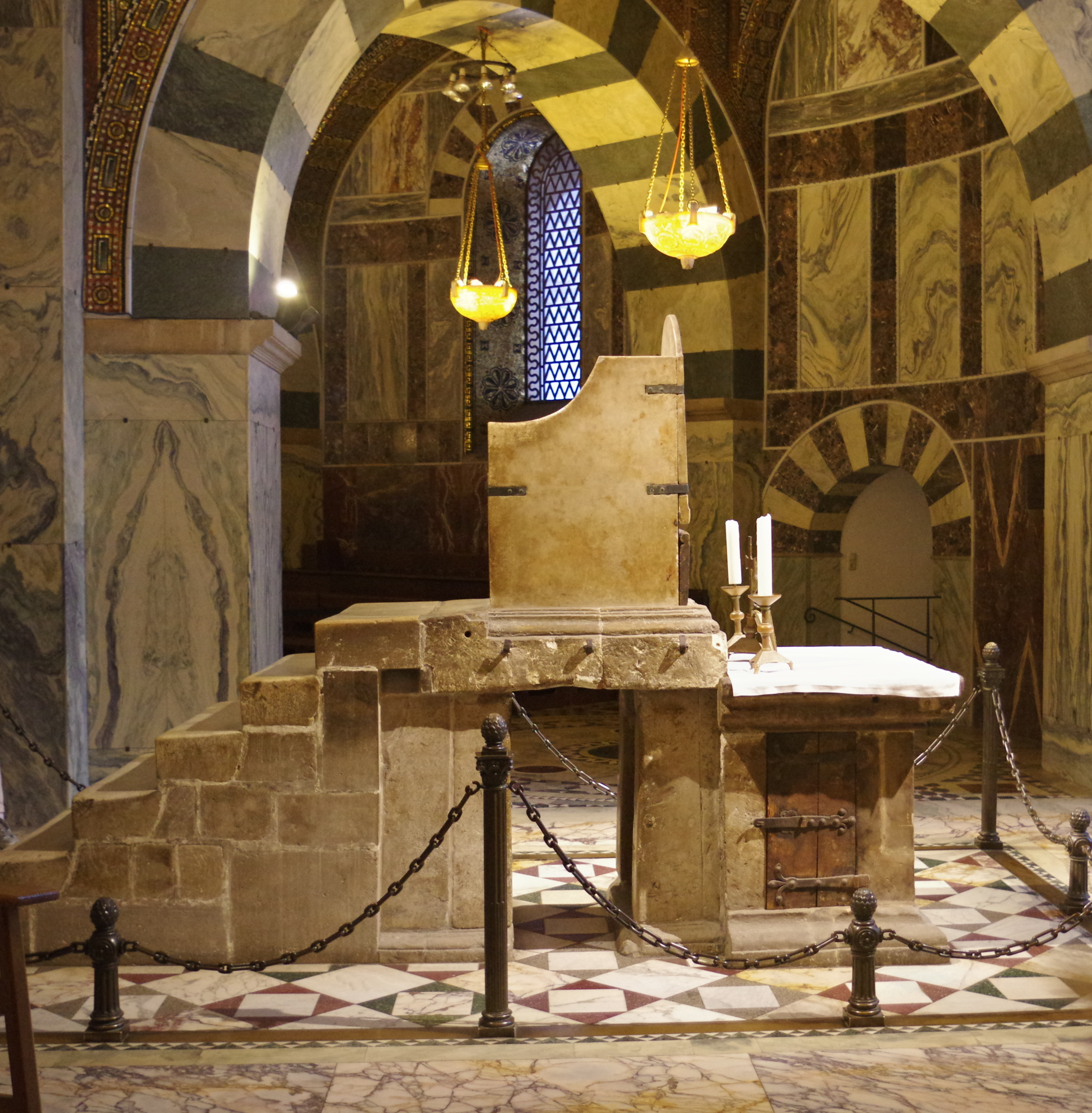
Trono de Carlomagno en la capilla del palacio

La capilla palatina de Aquisgrán es una capilla altomedieval y componente restante del palacio de Carlomagno en Aquisgrán, en lo que hoy es Alemania. Aunque el palacio ya no existe, la capilla se conservó y ahora forma la parte central de la catedral de Aquisgrán. Es el punncia más importante de Aquisgrán y un monumento central del Renacimiento carolingio. La capilla contenía los restos de Carlomagno. Más tarde se apropiaron de él los otonianos y las coronaciones se llevaron a cabo allí desde el año 936 hasta el 1531.
Como parte de la catedral de Aquisgrán, la capilla está designada como Patrimonio de la Humanidad por la Unesco.

## Historia
Carlomagno comenzó la construcción de la capilla palatina alrededor del año 796, junto con la construcción del resto de las estructuras del palacio. Fue consagrado en 805 por el papa  León III en honor a la Virgen María. El edificio tiene una capilla abovedada de planta centrada. En el extremo este tenía un ábside cuadrado, y originalmente estaba flanqueado por dos estructuras basilicales, ahora perdidas pero conocidas a través de la arqueología. Se entra en la capilla a través de un atrio monumental, hacia el oeste. El plan y la decoración del edificio se combinan elementos de materiales clásicos, bizantinos y  prerrománicos, y otros opulentos como expresión de una nueva casa real, gobernada por Carlomagno.
El arquitecto responsable, Eudes de Metz, está nombrado en una inscripción del siglo X alrededor de la cúpula: Insignem hanc dignitatis aulam Karolus caesar magnus instituit; egregius Odo magister explevit, Metensi fotus en urbe quiescit. Nada más se sabe de él. El edificio que diseñó tiene un exterior simple y un interior complejo, con una cúpula octogonal de doble capa que descansa sobre pilares de gran tamaño, una elevación de dos pisos y un revestimiento y una decoración elaborados.
En 936,  Otón I, el primer emperador del Sacro Imperio Germánico, aprovechó la estrecha asociación de la capilla con Carlomagno y celebró allí su coronación como rey de Alemania. Los santos emperadores romanos continuaron siendo coronados en la Capilla Palatina hasta 1531. En el año 1000, en lo que probablemente fue una exposición simbólica, Otón III colocó la tumba de Carlomagno en la capilla y rindió homenaje a sus restos. La tumba original fue probablemente un nicho sepulcral, luego conocida como la «Karlsmemorie», pero fue destruida en 1788.

## Estructura
La capilla palatina de Aquisgrán fue construida por encargo del emperador Carlomagno y proyectada por Odón de Metz. La construcción comenzó en 792 y siempre fue categorizada como una catedral. Más tarde, se consagró a la Virgen por el papa León III en el año 805. También sufrió restauraciones en 983 y 1881, por lo que cuenta con adiciones góticas y renacentistas.
Se ha conservado el área del patio del palacio, rodeada por edificaciones posteriores en las que se utilizaron restos de la fábrica antigua. Además, es fácil adivinar la planta general del conjunto tal como fue en la época de Carlomagno. El palacio ha conservado sus disposiciones en torno a un patio rectangular.
En el lado opuesto del Aula Regia se encontraba la Capilla Palatina, que es el único vestigio conservado en todo el complejo, a pesar de algunas transformaciones y dos importantes restauraciones en el 983 y 1881. 
Sigue un esquema arquitectónico ya empleado en el pasado, tomando como referente la configuración de iglesias como San Vital de Rávena de época de Justiniano, siendo, a su vez, modelo para construcciones posteriores. Un gran atrio con exedras, que recuerda en planta a uno de los pórticos imperiales de Roma, precedía a la capilla. Se trata de un edificio de planta centralizada de doble cuerpo, con el núcleo central octogonal y cubierto con cúpula. Este cuerpo está rodeado por deambulatorio hexadecagonal de dos niveles de altura, con sus tramos cubiertos por bóvedas de arista. El deambulatorio se interrumpe en la zona oriental por una cabecera rectangular, aunque no se conserva. 
Probablemente, la cúpula estuviese basada en la cúpula de la Roca del legendario templo de Salomón, común en el imaginario medieval. El cuerpo de acceso define una estructura Westwerk, con un balcón para la aparición del monarca. Éste comunica con la tribuna regia, en el interior, sobre el deambulatorio, donde se encuentra el trono de Carlomagno. Las proporciones del edificio son mucho más esbeltas que las de San Vital, especialmente en la zona superior del cuerpo central donde, en cada uno de los ocho tramos, se disponen dos niveles superpuestos de parejas de arcos peraltados. En cambio, en la capilla palatina se acentúan las líneas horizontales “por las propias formas de la estructura e incluso añadiendo notables impostas a lo largo de todo el ámbito central”. En la capilla fue enterrado Carlomagno, en un sarcófago romano sustituido a inicios del siglo XI por la actual urna-relicario de oro y piedras preciosas. Cabe destacar que existe un notable contraste entre la riqueza del edificio y el trono de Carlomagno, siendo este último muy sencillo.
El interior se decora a base de mármoles polícromos traídos desde Rávena y Roma, destacando la alternancia cromática de las dovelas de los arcos en blanco y verde oscuro. Las cubiertas, incluida la cúpula, se decoraron con mosaicos hoy no conservados, siendo los actuales obra de los siglos XIX y XX. 
Eginardo señala en su Vida de Carlomagno que el emperador mandó traer de Roma y Rávena columnas antiguas para la realización de este espacio, aunque las más valiosas fueron saqueadas en el siglo XVIII por los ejércitos napoleónicos y llevadas a París, no pudiendo ser todas ellas recuperadas. Carlomagno requirió varios elementos y materiales provenientes de la ciudad bizantina de Rávena. La suntuosidad interior de sus edificios fascinó a Carlomagno y éste buscó entroncar su poder con el de los grandes emperadores Constantino y Justiniano utilizando el arte como legitimador. Estos materiales se sumaban a la estrategia de asimilación de Aquisgrán como nuevo centro de poder en Europa que ya había buscado en la planta del edificio. Las crónicas de Eginardo cuentan que los materiales vinieron de Roma y Rávena, por lo que se deduce que esta labor encareció y dificultó enormemente la construcción de la Capilla Palatina. De este modo, la reutilización de estos elementos no atiende a cuestiones de abaratamiento, sino que su objetivo era refrendar el poder carolingio a través del arte. 
En definitiva, en este complejo imperial, del que solo se conserva la capilla, se refleja una gran influencia imperial romana. Esto se debe al deseo del emperador Carlomagno por convertir Aquisgrán en el centro de poder de su imperio. Asimilando esta labor con la que realizó Justiniano en Constantinopla, convirtiéndola en el siglo VI en la nueva Roma. Por ello, su construcción se inspira de grandes arquitecturas como la iglesia de San Vital en Rávena. De esta ciudad, que fue capital del Imperio Romano de Occidente tras la división por Teodosio en el siglo IV, también se recolectaron materiales para la decoración de la capilla. Con estos espolios Carlomagno intentó legitimar su poder a través del arte. Pese a no saber con certeza la influencia posterior que tuvo el Palacio, debido a las destrucciones que los edificios han sufrido a lo largo de la historia, vemos algunas filiaciones como el oratorio octogonal de Germingy-des-Prés o la iglesia de Ottmarsheim en Alsacia.
La construcción, que incluye bóvedas de cañón, bóvedas de arista y una bóveda octogonal de clausura en la cúpula, refleja las prácticas tardorromanas o prerrománicas en lugar de las técnicas bizantinas empleadas en la iglesia de San Vital, y su planta simplifica la compleja geometría del edificio de Rávena. Las placas de mármol multicolor se utilizan para crear un suntuoso interior. La capilla hace uso de spolia antigua, posiblemente de Rávena —Eginardo afirmó que eran de Roma y Rávena—, así como de los materiales tallados. La decoración de bronce es de una gran calidad, especialmente las puertas con cabezas de leones y las barandas interiores, con sus columnas de orden corintio y hojas de acanto.
La cúpula fue decorada originalmente con un fresco, y más tarde con mosaico. En el período barroco fue reemplazado por estuco. El mosaico original se reprodujo en el siglo XIX con la misma iconografía que el original. Representa a los veinticuatro ancianos del Apocalipsis portando coronas y de pie alrededor de la base de la cúpula. Sobre el altar principal y de cara al trono real, hay una imagen de  Cristo en Majestad.
 La galería superior de la capilla era el espacio real con una zona de trono especial para el rey, y luego el emperador, que dejaba entrar en el espacio litúrgico de la iglesia y también hacia el atrio exterior.
La entrada principal está dominada por una entrada monumental orientada hacia el oeste y que comprende la fachada occidental. Incluye el vestíbulo de entrada, habitaciones en uno o más niveles superiores y una o más torres. Estas dan al atrio de la iglesia. La adición de la portada al oeste a las iglesias es una de las contribuciones carolingias a las tradiciones arquitectónicas occidentales.